# Ariel Rotter
Ariel Rotter (Buenos Aires, 1973) è un regista cinematografico, sceneggiatore e produttore cinematografico argentino.
Nel 2007 il suo film El otro ha vinto l'Orso d'argento, gran premio della giuria.

## Filmografia parziale
- Espectros (1995) cortometraggio
- Sólo por hoy (2001)
- El otro (2007)
- La luz incidente (2015)